# Peponidium orientale
Peponidium orientale là một loài thực vật có hoa trong họ Thiến thảo. Loài này được (Arènes) Cavaco mô tả khoa học đầu tiên năm 1969.